# Self Destruction Blues
Self Destruction Blues è il terzo album degli Hanoi Rocks, uscito nel 1982 per l'Etichetta discografica Geffen Records.

## Tracce
1. Love's an Injection' (McCoy) 3:23
2. I Want You (McCoy) 3:14
3. Café Avenue (McCoy) 3:22
4. Nothing New (McCoy) 3:19
5. Kill City (McCoy, Oern) 4:27
6. Self Destruction Blues (McCoy) 2:44
7. Beer and a Cigarette (McCoy) 3:21
8. Whispers in the Dark (Grant, McCoy, Vincent) 3:34
9. Taxi Driver (McCoy) 4:12
10. Desperados (McCoy) 3:59
11. Problem Child (McCoy) 2:01
12. Dead by Xmas (McCoy) 2:58

## Formazione
- Michael Monroe – voce, sassofono, armonica
- Andy McCoy – Chitarra Solista
- Nasty Suicide – Chitarra Ritmica
- Sam Yaffa – basso
- Gyp Casino – batteria